# ایران و آناتولی
منطقه ایران-آناتولی ، ایرانی-آناتولیایییا ایران و آناتولی (Irano-Anatolian) یک منطقه تنوع زیستی در اوراسیا است که از سوی سازمان بین‌المللی حفاظت (Conservation International) به عنوان یکی از کانون حساس تنوع زیستی بین‌المللی شناخته شده‌است. این نقطه داغ تنوع زیستی شامل ارمنستان، جمهوری آذربایجان، گرجستان، عراق، ایران، ترکیه و ترکمنستان است.
این منطقه شامل ارتفاعات مرکزی و شرقی فلات آناتولی و همچنین رشته کوه‌های زاگرس، البرز و کپه‌داغ است.
بوم سارهای گنجانده شده در این کانون عبارتند از:
- استپ مرکزی آناتولی
- جنگلهای برگریز مرکزی آناتولی
- جنگلهای برگریز شرق آناتولی
- استپ مونتانه شرق آناتولی
- استپ جنگلی رشته کوه البرز
- منطقه جنگلی و استپ جنگلی کپه‌داغ
- استپ جنگلی زاگرس